# 政尾藤吉

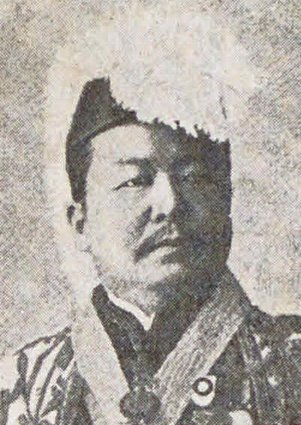
政尾藤吉

政尾 藤吉（まさお とうきち、明治3年11月17日（1871年1月7日） – 大正10年（1921年）8月11日）は、日本の衆議院議員（立憲政友会）、駐シャム（タイ）公使。法学博士。

## 経歴
伊予国喜多郡大洲町（現在の愛媛県大洲市出身。大洲藩御用商人政尾勝太郎の長男。1888年に17歳で家出同然で故郷を離れ、大阪川口のミッション・スクールを経て、同年秋、慶應義塾に入学。同人社を経て、1889年に東京専門学校（現在の早稲田大学）英語普通科を卒業した。1890年、関西学院の神学部に入学し、宣教師サミュエル・ウェンライトの家に寄宿し、パルモア学院で英語教師も務めた。ウェンライトにると、藤吉は「まれにみる秀才」だったという。
翌年にアメリカ合衆国への留学に出発した。最初、テネシー州ヴァンダービルト大学神学部に入学したが、1893年に方向転換し、ウェストバージニア大学ロースクールに入学して1895年に卒業した。1896年、イェール大学を卒業し、法学修士号を得、翌年には同大学から民事法博士号を得た。
帰国後、ジャパン・タイムズの記者となったが、外務省の委嘱でシャムに派遣された。1898年、総務顧問補佐となり、1902年に法律顧問となった。1903年、主席法律顧問に就任し、1913年まで務めた。法典編纂の功績で侯爵に叙任され、王族待遇を受けた。
シャムから帰国後は、1915年の第12回衆議院議員総選挙に出馬し、当選。1917年の第13回衆議院議員総選挙でも再選された。
1920年12月、駐シャム公使に任命されたが、翌年8月、在任中に死去した。

## 家族
- 父・政尾勝太郎 - 大洲藩御用商「政屋」主人
- 妻・光 - 九鬼隆一の養女

## 栄典
外国勲章佩用允許
- 1905年（明治38年）6月27日 - シャム王国白象第三等勲章[7]